# FDGB-Pokal 1974/75
In der Saison 1974/75 wurde der 24. Wettbewerb um den FDGB-Fußballpokal ausgetragen.
Am Pokalwettbewerb 1974/75 nahmen 89 Mannschaften teil. Nach einer Qualifikationsrunde, in der sechs DDR-Ligisten (zweithöchste Fußballklasse) gegeneinander antraten, wurde die erste Hauptrunde mit 55 Teams der DDR-Liga aus der Saison 1973/4, den beiden Absteigern aus der Oberliga (höchste Fußballklasse) und den 15 Bezirkspokalsiegern von 1973/74 durchgeführt.
Bereits vor dem Achtelfinale waren alle Bezirkspokalsieger ausgeschieden, mit dem 1. FC Union Berlin und Motor Nordhausen hatten nur noch zwei DDR-Ligisten die Runde der letzten 16 erreicht. Dagegen waren alle Oberliga-Mannschaften noch im Wettbewerb. Wie in den beiden Jahren zuvor wurden vom Achtel- bis zum Halbfinale wieder Hin- und Rückspiele ausgetragen. Daran scheiterten im Achtelfinale die beiden Liga-Vertreter.
Im Halbfinale trafen die letztjährigen Pokalfinalisten Dynamo Dresden und der FC Carl Zeiss Jena aufeinander. Mit 3:1 und 0:1 zogen die Dresdner erneut in das Finale ein, wo sie auf die BSG Sachsenring Zwickau trafen. Das Finale fand erstmals seit 1950 wieder im Ost-Berliner Stadion der Weltjugend statt, das auch für die künftigen Endspiele bestimmt worden war. Ebenfalls zum ersten Mal wurde ein FDGB-Pokalfinale durch ein Elfmeterschießen entschieden.

## Ausscheidungsrunde
Die Spiele fanden am 25. August 1974 statt.
|                                    | Ergebnis  |                        |
| ---------------------------------- | --------- | ---------------------- |
| BSG Stahl Maxhütte Unterwellenborn | 0:8       | 1. FC Lok Leipzig II   |
| FC Karl-Marx-Stadt II              | 3:1 n. V. | ASG Vorwärts Plauen    |
| BSG Aktivist Hoyerswerda           | 4:0       | SG Dynamo Fürstenwalde |

## 1. Hauptrunde
Die Spiele fanden am 1. September 1974 statt.
|                                 | Ergebnis              |                                  |
| ------------------------------- | --------------------- | -------------------------------- |
| 1. FC Union Berlin II           | 4:0                   | BSG Aufbau Schwedt               |
| SG Dynamo Lübben                | 2:1 n. V.             | BSG EAB Lichtenberg 47           |
| BSG Motor WAMA Görlitz          | 1:5                   | SG Dynamo Dresden II             |
| BSG Lok Erfurt                  | 2:1                   | BSG Motor Steinach               |
| BSG Aufbau Eisenhüttenstadt     | 0:1 n. V.             | BSG Motor Eberswalde             |
| FC Carl Zeiss Jena III          | 1:0                   | FC Rot-Weiß Erfurt II            |
| SG Dynamo Eisleben              | 2:1                   | BSG Zentronik Sömmerda           |
| BSG Fortschritt Krumhermersdorf | 1:2                   | FSV Lok Dresden                  |
| HSG Wissenschaft Leipzig        | 2:4 n. V.             | BSG Wismut Gera                  |
| BSG Stahl Blankenburg           | 1:5 n. V.             | 1. FC Magdeburg II               |
| BSG Lok Malchin                 | 2:1                   | BSG Post Neubrandenburg          |
| BSG Motor Hennigsdorf           | 3:2                   | BSG Stahl Eisenhüttenstadt       |
| BSG Lok Bergen                  | 1:2                   | FC Hansa Rostock II              |
| BSG Aufbau Boizenburg           | 1:2                   | SG Dynamo Schwerin               |
| BSG Aktivist KW Tiefenort       | 4:0                   | BSG Motor Suhl                   |
| ASG Vorwärts Neubrandenburg     | 1:5                   | FC Vorwärts Frankfurt/O. II      |
| BSG Demminer Verkehrsbetriebe   | 0:5                   | Berliner FC Dynamo II            |
| BSG Motor Schwerin              | 1:4                   | BSG Stahl Brandenburg            |
| TSG Bau Rostock                 | 2:3                   | TSG Wismar                       |
| BSG Einheit Pankow              | 0:2                   | BSG Veritas Wittenberge          |
| BSG Rotation 1950 Leipzig       | 4:4 n. V. (4:3 i. E.) | BSG Chemie Zeitz                 |
| BSG Chemie Wolfen               | 2:4                   | BSG Motor Germania KMSt.         |
| ASG Vorwärts Löbau              | 2:1                   | TSG Gröditz                      |
| BSG Motor Eisenach              | 2:3 n. V.             | SG Lok/Vorwärts Halberstadt      |
| BSG Chemie Schwarza             | 2:0                   | BSG Sachsenring Zwickau II       |
| BSG Motor Schönebeck            | 1:5                   | BSG Motor Babelsberg             |
| BSG Lok Stendal                 | 1:0                   | BSG Stahl Hennigsdorf            |
| BSG Energie Cottbus             | 1:0                   | ASG Vorwärts Dessau              |
| BSG Motor Nordhausen West       | 5:2                   | BSG Chemie Schkopau              |
| ASG Vorwärts Kamenz             | 3:1                   | BSG Motor Werdau                 |
| BSG KKW Greifswald              | 3:3 n. V.(4:5 i. E.)  | 1. FC Union Berlin               |
| BSG Einheit Güstrow             | 3:1                   | BSG Schiffahrt/Hafen Rostock     |
| BSG Stahl Riesa II              | 3:1                   | FC Carl Zeiss Jena II            |
| 1. FC Lok Leipzig II            | 4:5                   | BSG Chemie Leipzig               |
| FC Karl-Marx-Stadt II           | 1:2                   | BSG Chemie Böhlen                |
| BSG Aktivist Hoyerswerda        | 3:0                   | BSG Aktivist Brieske-Senftenberg |

## Zwischenrunde
Die Spiele fanden am 22. September 1974 statt.
|                             | Ergebnis             |                             |
| --------------------------- | -------------------- | --------------------------- |
| BSG Lok Malchin             | 0:1                  | FC Hansa Rostock II         |
| BSG Veritas Wittenberge     | 1:2                  | SG Dynamo Schwerin          |
| BSG Rotation 1950 Leipzig   | 3:2                  | BSG Lok Stendal             |
| SG Lok/Vorwärts Halberstadt | 0:4                  | BSG Chemie Leipzig          |
| 1. FC Magdeburg II          | 3:2                  | SG Dynamo Eisleben          |
| BSG Stahl Brandenburg       | 1:1 n. V.(5:6 i. E.) | BSG Chemie Böhlen           |
| FC Carl Zeiss Jena III      | 0:3                  | BSG Motor Nordhausen West   |
| BSG Lok Erfurt              | 2:1                  | BSG Aktivist KW Tiefenort   |
| BSG Chemie Schwarza         | 0:1                  | BSG Wismut Gera             |
| 1. FC Union Berlin II       | 3:2                  | BSG Motor Babelsberg        |
| SG Dynamo Lübben            | 0:2                  | FC Vorwärts Frankfurt/O. II |
| BSG Motor Hennigsdorf       | 0:4                  | 1. FC Union Berlin          |
| BSG Stahl Riesa II          | 1:0                  | BSG Aktivist Hoyerswerda    |
| ASG Vorwärts Löbau          | 4:1                  | FSV Lok Dresden             |
| ASG Vorwärts Kamenz         | 0:2                  | BSG Energie Cottbus         |
| BSG Einheit Güstrow         | 3:1                  | TSG Wismar                  |
| BSG Motor Germania KMSt.    | 1:2                  | SG Dynamo Dresden II        |
| BSG Motor Eberswalde        | 1:2                  | BFC Dynamo II               |

## 2. Hauptrunde
Die Spiele fanden am 5. Oktober 1974 statt.
|                             | Ergebnis  |                          |
| --------------------------- | --------- | ------------------------ |
| BSG Energie Cottbus         | 1:2 n. V. | SG Dynamo Dresden        |
| FC Hansa Rostock II         | 1:2       | 1. FC Magdeburg          |
| ASG Vorwärts Löbau          | *0:1*     | FC Karl-Marx-Stadt       |
| 1. FC Magdeburg II          | 0:2       | FC Vorwärts Frankfurt/O. |
| BSG Chemie Böhlen           | 1:3       | BSG Wismut Aue           |
| BSG Lok Erfurt              | 0:2       | FC Carl Zeiss Jena       |
| BSG Stahl Riesa II          | 0:5       | 1. FC Lokomotive Leipzig |
| BFC Dynamo II               | 0:4       | FC Hansa Rostock         |
| BSG Einheit Güstrow         | 0:4       | BFC Dynamo               |
| FC Vorwärts Frankfurt/O. II | 0:4       | BSG Stahl Riesa          |
| SG Dynamo Dresden II        | 0:2       | FC Rot-Weiß Erfurt       |
| SG Dynamo Schwerin          | 2:4       | ASG Vorwärts Stralsund   |
| BSG Rotation 1950 Leipzig   | 1:3       | BSG Sachsenring Zwickau  |
| 1. FC Union Berlin II       | 0:3       | Hallescher FC Chemie     |
| BSG Wismut Gera             | 0:3       | 1. FC Union Berlin       |
| BSG Motor Nordhausen West   | 2:0       | BSG Chemie Leipzig       |

* Der FC Karl-Marx-Stadt wurde disqualifiziert, weil er den Spieler Bernd Richter einsetzte, der noch nicht 17 Jahre alt war und daher nicht das erforderliche Mindestalter erreicht hatte. Da die Vertreter von Vorwärts Löbau bei der Kontrolle der Spielerdokumente diesen Verstoß nicht beanstandeten und einen insofern falschen Spielbericht unterschrieben, wurde auch ihnen ein Fehlverhalten attestiert und die Mannschaft daher nicht zur nächsten Runde zugelassen.

## Achtelfinale
Die Hinspiele fanden am 26. Oktober und die Rückspiele am 2. November 1974 statt.
|                            | Gesamt |                           | Hinspiel | Rückspiel |
| -------------------------- | ------ | ------------------------- | -------- | --------- |
| SG Dynamo Dresden          | 4:3    | 1. FC Magdeburg           | 3:3      | 1:0       |
| BSG Wismut Aue             | 5:3    | Hallescher FC Chemie      | 4:0      | 1:3       |
| FC Vorwärts Frankfurt/Oder | 2:6    | FC Hansa Rostock          | 1:5      | 1:1       |
| FC Rot-Weiß Erfurt         | 2:4    | 1. FC Lokomotive Leipzig  | 1:1      | 1:3       |
| BFC Dynamo                 | 4:7    | BSG Sachsenring Zwickau   | 2:3      | 2:4       |
| FC Carl Zeiss Jena         | 2:1    | 1. FC Union Berlin        | 1:0      | 1:1       |
| BSG Stahl Riesa            | 2:0    | BSG Motor Nordhausen West | 1:0      | 1:0       |

Freilos: ASG Vorwärts Stralsund

## Viertelfinale
Die Hinspiele fanden am 23. November und die Rückspiele am 18. Dezember 1974 statt.
|                        | Gesamt |                          | Hinspiel | Rückspiel |
| ---------------------- | ------ | ------------------------ | -------- | --------- |
| SG Dynamo Dresden      | 4:1    | BSG Stahl Riesa          | 2:0      | 2:1       |
| ASG Vorwärts Stralsund | 3:5    | BSG Sachsenring Zwickau  | 1:1      | 2:4       |
| FC Carl Zeiss Jena     | 3:2    | 1. FC Lokomotive Leipzig | 3:1      | 0:1       |
| BSG Wismut Aue         | 4:1    | FC Hansa Rostock         | 2:0      | 2:1       |

## Halbfinale
Die Hinspiele fanden am 15. und die Rückspiele am 22. März 1975 statt.
|                         | Gesamt    |                    | Hinspiel | Rückspiel |
| ----------------------- | --------- | ------------------ | -------- | --------- |
| SG Dynamo Dresden       | 3:2       | FC Carl Zeiss Jena | 3:1      | 0:1       |
| BSG Sachsenring Zwickau | (a)2:2(a) | BSG Wismut Aue     | 1:0      | 1:2       |

## Finale

### Statistik
| Paarung                 | BSG Sachsenring Zwickau – SG Dynamo Dresden |
| Ergebnis                | 2:2 n. V. (1:1, 0:0), 4:3 i. E. |
| Datum                   | 14. Juni 1975 |
| Stadion                 | Stadion der Weltjugend, Ost-Berlin |
| Zuschauer               | 55.000 |
| Schiedsrichter          | Heinz Einbeck (Ost-Berlin) |
| Tore                    | 0:1 Heidler (65.) 1:1 J. Schykowski (73.) 1:2 Richter (110.) 2:2 Nestler (119.) Elfmeterschießen: 0:1 Wätzlich 1:1 Dietzsch Weber – gehalten Blank – gehalten 1:2 Geyer 2:2 Bräutigam Dörner – gehalten 3:2 H. Schykowski 3:3 Kotte 4:3 Croy                     |
| BSG Sachsenring Zwickau | Jürgen Croy – Hans Schykowski – Roland Stemmler, Peter Henschel (74. Dieter Schubert), Joachim Schykowski – Dieter Leuschner (11. Andreas Reichelt), Heinz Dietzsch, Michael Braun – Ludwig Blank, Werner Bräutigam, Peter Nestler Cheftrainer: Karl-Heinz Kluge |
| SG Dynamo Dresden       | Claus Boden – Hans-Jürgen Dörner – Gerd Weber, Udo Schmuck, Siegmar Wätzlich – Reinhard Häfner, Eduard Geyer, Frank Ganzera – Dieter Riedel, Peter Kotte, Gert Heidler (80. Frank Richter) Cheftrainer: Walter Fritzsch                                          |

### Spielverlauf

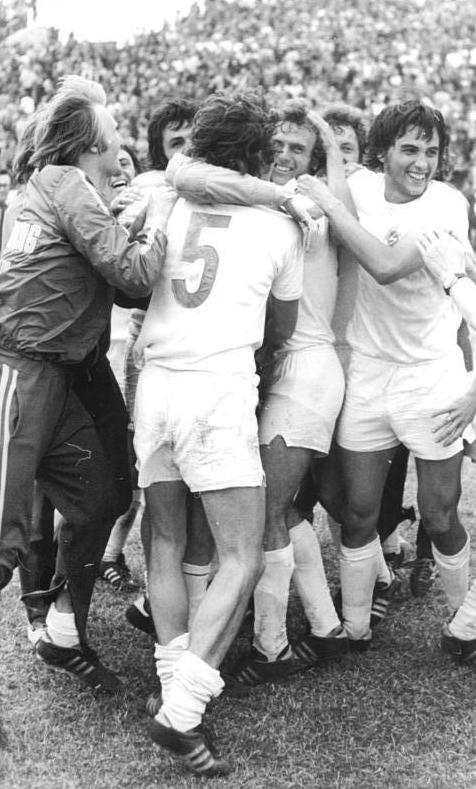
Zwickauer Jubel nach dem Pokalsieg

In das sächsische Pokalderby ging Dynamo Dresden als klarer Favorit. Die Ostsachsen hatte die zurückliegende Oberligasaison als Dritter abgeschlossen und boten mit Dörner, Wätzlich und Häfner drei aktuelle Nationalspieler auf. Sachsenring Zwickau hatte lediglich Rang 7 erreicht und nur Torwart Jürgen Croy als Nationalspieler in seinen Reihen. Vor der Endspiel-Rekordkulisse von 55.000 Zuschauern kamen die Dresdner jedoch mit ihrer Favoritenrolle von Anfang an nicht zurecht. Die namhafte Mittelfeldreihe mit Häfner, Geyer und Ganzera fand nicht den gewohnten Spielrhythmus, vielmehr prägte Nervosität das Spiel der Dynamos. Andererseits gelang es den Zwickauern nicht, trotz allem Engagements den Gegner unter Druck zu setzen. Sie hatten zudem das Pech, dass ihr Mittelfeldspieler Leuschner bereits in der 11. Minute verletzt ausscheiden musste. Als Heidler, nachdem Croy einen Hinterhaltschuss von Kotte nur abprallen lassen konnte, in der 65. Minute dann doch den Führungstreffer für Dresden erzielte, schien die Begegnung den erwarteten Verlauf zu nehmen. Die Zwickauer hatten jedoch inzwischen ihr Spielsystem geändert, suchten nun schon aus dem Mittelfeld heraus den kürzesten Weg zum Tor. Schon acht Minuten nach dem Rückstand antworteten die Westsachsen mit dem Ausgleich durch ihren Torschützen vom Dienst Joachim Schykowski, der von einem Täuschungsmanöver von Dietzsch profitierte. Da bis zur 90. Minute keine der Mannschaften die Entscheidung erzwingen konnte, ging das Endspiel in die Verlängerung. Obwohl die Zwickauer nun optisch das Spiel beherrschten, ging Dynamo zehn Minuten vor dem Ende der Verlängerung erneut durch den in der 80. Minute eingewechselten Richter in Führung. Die Sachsenringmannschaft ließ sich aber nicht beirren, spielte nun Alles oder Nichts, und unmittelbar vor dem Schlusspfiff konnte der Zwickauer Linksaußen Nestler mit dem 2:2 nach Kopfablage von Hans Schykowski die drohende Niederlage abwenden. Damit kam es zum ersten Mal in der DDR-Pokalgeschichte zu einem Elfmeterschießen in einem Finale. In dieser Situation wurde Zwickaus Torwart Croy zum Helden des Tages. Zunächst hielt er die Schüsse von Weber und Dörner, ehe er den letzten Elfmeter zum 4:3-Endstand verwandelte.